# C/1855 L1
Komet C/1855 L1 (uradna oznaka je tudi C/1855 L1, znan je tudi kot Donatijev komet) je komet, ki ga je prvič opazoval 5. junija 1855  italijanski astronom Giovanni Battista Donati (1826 – 1873).
Razen tega kometa obstojata še dva kometa, ki se imenujeta po Donatiju (C/1858 L1 in C/1864 R1).
Komet so lahko opazovali 14 dni. Zadnji dan opazovanja je bil 19. junija 1855 .